# Amomum testaceum
Amomum testaceum är en enhjärtbladig växtart som beskrevs av Henry Nicholas Ridley. Amomum testaceum ingår i släktet Amomum och familjen Zingiberaceae. Inga underarter finns listade i Catalogue of Life.